# 孙瑜 (羽毛球运动员)
孙瑜（1994年2月28日—），女，辽宁大连人，中国羽毛球运动员，前中國國家羽毛球隊隊員。

## 簡歷
孙瑜在8歲半開始打羽毛球，並在大连市接受非正規的訓練。其後，她的父母打探到南方學校的技術訓練較佳，於是把她送到珠海市体校去。在体校期間，她参加了广东省青少年羽毛球赛，並在单打項目得到季軍，得以到广州參與集训。經過两个月的集训後，她通過了队内选拔赛，在2005年2月正式进入了广东省羽毛球队。
2010年10月，孙瑜通過选拔赛進入国家二队，並在次年7月首次代表国家队參加國際賽事亞洲青年羽毛球錦標賽。在女单决赛中，她只用了27分钟便以21-8、21-13直落两局战胜队友沈雅颖奪得冠軍。
2012年12月，孙瑜出戰澳門羽毛球黃金大獎賽，在女單決賽以2比0（21-19、21-8）擊敗泰国的布桑兰·恩布鲁庞，夺得个人生涯首个成年组赛事冠军。
2013年7月，孙瑜代表中國（湖南师范大学）出戰俄羅斯喀山舉行的世界大學生運動會，參加羽毛球比賽的女子單打及混合團體項目，贏得團體銀牌。

### 2017年世錦賽晉八強
2017年8月，孙瑜參加蘇格蘭格拉斯哥舉行的世界羽毛球錦標賽，以5號種子身分出戰女子單打項目，故在首圈輪空。她先在次圈以2比0輕取印尼的莉昂丽·亚历山德拉·迈纳基；第三圈又以2比1（21-11、19-21、23-21）力克15號種子、西班牙的比阿特丽斯·科拉莱斯晉級；但至半準決賽面對賽會4號種子、印度的普萨拉·文卡塔·辛杜，就以0比2（14-21、9-21）不敵對手，8強止步。

### 受傷及退役
在完成世锦赛後，孙瑜因为膝伤而暂别国家队，回到广东队治疗。在医生的建议下，原计划接受手术治疗的她最终改以保守治疗，並在香港进行了兩个月的康复训练。在膝伤得到较好控制後，她在2018年4月重新回到国家队，开始恢复训练。
2018年8月16日，孫瑜在自己的新浪微博正式宣布退出中國國家羽毛球隊。

## 主要比賽成績
只列出曾進入準決賽的國際賽事成績：
| 年份   | 賽事                     | 公開賽級別 | 項目     | 成績   |
| ------ | ------------------------ | ---------- | -------- | ------ |
| 2011年 | 亞洲青年羽毛球錦標賽     | 其他       | 混合團體 | 冠軍   |
| 2011年 | 亞洲青年羽毛球錦標賽     | 其他       | 女子單打 | 冠軍   |
| 2012年 | 亞洲青年羽毛球錦標賽     | 其他       | 混合團體 | 亞軍   |
| 2012年 | 世界青年羽毛球錦標賽     | 其他       | 混合團體 | 冠軍   |
| 2012年 | 世界青年羽毛球錦標賽     | 其他       | 女子單打 | 準決賽 |
| 2012年 | 澳門羽毛球黃金大獎賽     | 黃金大獎賽 | 女子單打 | 冠軍   |
| 2013年 | 新加坡羽毛球超級賽       | 超級賽     | 女子單打 | 準決賽 |
| 2013年 | 東亞運動會羽毛球比賽     | 其他       | 女子團體 | 金牌   |
| 2014年 | 瑞士羽毛球黃金大獎賽     | 黃金大獎賽 | 女子單打 | 亞軍   |
| 2014年 | 優霸盃                   | 其他       | 女子團體 | 冠軍   |
| 2014年 | 碧特博格羽毛球黃金大獎賽 | 黃金大獎賽 | 女子單打 | 冠軍   |
| 2014年 | 澳門羽毛球黃金大獎賽     | 黃金大獎賽 | 女子單打 | 準決賽 |
| 2015年 | 全英羽毛球首要超級賽     | 首要超級賽 | 女子單打 | 準決賽 |
| 2015年 | 瑞士羽毛球黃金大獎賽     | 黃金大獎賽 | 女子單打 | 冠軍   |
| 2015年 | 新加坡羽毛球超級賽       | 超級賽     | 女子單打 | 冠軍   |
| 2015年 | 泰國羽毛球黃金大獎賽     | 黃金大獎賽 | 女子單打 | 準決賽 |
| 2015年 | 韓國羽毛球大師賽         | 大獎賽     | 女子單打 | 亞軍   |
| 2016年 | 泰國羽毛球大師賽         | 黃金大獎賽 | 女子單打 | 亞軍   |
| 2016年 | 亞洲羽毛球團體錦標賽     | 其他       | 女子團體 | 冠軍   |
| 2016年 | 瑞士羽毛球黃金大獎賽     | 黃金大獎賽 | 女子單打 | 準決賽 |
| 2016年 | 新加坡羽毛球超級賽       | 超級賽     | 女子單打 | 亞軍   |
| 2016年 | 中國羽毛球大師賽         | 黃金大獎賽 | 女子單打 | 亞軍   |
| 2016年 | 優霸盃                   | 其他       | 女子團體 | 冠軍   |
| 2016年 | 澳洲羽毛球超級賽         | 超級賽     | 女子單打 | 亞軍   |
| 2016年 | 日本羽毛球超級賽         | 超級賽     | 女子單打 | 亞軍   |
| 2016年 | 法國羽毛球超級賽         | 超級賽     | 女子單打 | 準決賽 |
| 2016年 | 中國羽毛球首要超級賽     | 首要超級賽 | 女子單打 | 亞軍   |
| 2016年 | 世界羽聯超級系列賽總決賽 | 首要超級賽 | 女子單打 | 準決賽 |
| 2017年 | 蘇迪曼盃                 | 其他       | 混合團體 | 亞軍   |
| 2017年 | 澳洲羽毛球超級賽         | 超級賽     | 女子單打 | 準決賽 |

| 2007-2017年 | 首要超級賽 | 超級賽 | 黃金大獎賽 | 大獎賽 | 國際挑戰賽 | 國際系列賽 | 未來系列賽 | 其他 |

### 世界冠軍頭銜
孙瑜在羽毛球生涯中共奪得 2 項羽毛球世界冠軍頭銜。
| 賽事   | 奪冠次數 | 年份                       |
| ------ | -------- | -------------------------- |
| 尤伯杯 | 2        | 2014年、2016年（女子團體） |
| 總計   | 2        |                            |

### 奧運會和世錦賽參賽紀錄
|          | 2017 |
| -------- | ---- |
| 女子單打 | 8強  |